# Verneuil-sur-Indre
Verneuil-sur-Indre és un municipi francès, situat al departament de l'Indre i Loira i a la regió de Centre – Vall del Loira. L'any 2007 tenia 504 habitants.

## Demografia

### Població
El 2007 la població de fet de Verneuil-sur-Indre era de 504 persones. Hi havia 197 famílies, de les quals 50 eren unipersonals (25 homes vivint sols i 25 dones vivint soles), 82 parelles sense fills, 61 parelles amb fills i 4 famílies monoparentals amb fills.
La població ha evolucionat segons el següent gràfic:
Habitants censats

### Habitatges
El 2007 hi havia 295 habitatges, 208 eren l'habitatge principal de la família, 72 eren segones residències i 14 estaven desocupats. 277 eren cases i 16 eren apartaments. Dels 208 habitatges principals, 153 estaven ocupats pels seus propietaris, 36 estaven llogats i ocupats pels llogaters i 19 estaven cedits a títol gratuït; 4 tenien una cambra, 19 en tenien dues, 28 en tenien tres, 66 en tenien quatre i 91 en tenien cinc o més. 152 habitatges disposaven pel capbaix d'una plaça de pàrquing. A 88 habitatges hi havia un automòbil i a 96 n'hi havia dos o més.

### Piràmide de població
La piràmide de població per edats i sexe el 2009 era:
| Homes | Edats   | Dones |
| ----- | ------- | ----- |
| 0     | 95 o +  | 4     |
| 4     | 90 a 94 | 0     |
| 8     | 85 a 89 | 4     |
| 4     | 80 a 84 | 4     |
| 8     | 75 a 79 | 12    |
| 28    | 70 a 74 | 24    |
| 12    | 65 a 69 | 8     |
| 20    | 60 a 64 | 8     |
| 16    | 55 a 59 | 0     |
| 4     | 50 a 54 | 16    |
| 16    | 45 a 49 | 24    |
| 20    | 40 a 44 | 12    |
| 32    | 35 a 39 | 24    |
| 16    | 30 a 34 | 8     |
| 4     | 25 a 29 | 12    |
| 24    | 20 a 24 | 8     |
| 12    | 15 a 19 | 12    |
| 16    | 10 a 14 | 20    |
| 8     | 5 a 9   | 24    |
| 8     | 0 a 4   | 8     |

## Economia
El 2007 la població en edat de treballar era de 322 persones, 233 eren actives i 89 eren inactives. De les 233 persones actives 215 estaven ocupades (111 homes i 104 dones) i 17 estaven aturades (8 homes i 9 dones). De les 89 persones inactives 25 estaven jubilades, 48 estaven estudiant i 16 estaven classificades com a «altres inactius».

### Ingressos
El 2009 a Verneuil-sur-Indre hi havia 219 unitats fiscals que integraven 518,5 persones, la mediana anual d'ingressos fiscals per persona era de 16.510 €.

### Activitats econòmiques
Dels 16 establiments que hi havia el 2007, 1 era d'una empresa extractiva, 3 d'empreses alimentàries, 2 d'empreses de comerç i reparació d'automòbils, 2 d'empreses de transport, 1 d'una empresa d'hostatgeria i restauració, 1 d'una empresa d'informació i comunicació, 1 d'una empresa financera, 1 d'una empresa immobiliària, 3 d'empreses de serveis i 1 d'una empresa classificada com a «altres activitats de serveis».
L'únic servei als particulars que hi havia el 2009 era una perruqueria.
L'únic establiment comercial que hi havia el 2009 era una fleca.
L'any 2000 a Verneuil-sur-Indre hi havia 32 explotacions agrícoles que ocupaven un total de 1.880 hectàrees.

## Equipaments sanitaris i escolars
El 2009 hi havia una escola elemental integrada dins d'un grup escolar amb les comunes properes formant una escola dispersa.

## Poblacions més properes
El següent diagrama mostra les poblacions més properes.